# Ануреев, Иван Валерьевич
Ива́н Вале́рьевич Ануре́ев (род. 30 ноября 1979) — российский военный, связист в роте связи 67-й отдельной бригады специального назначения, Герой Российской Федерации (2000).

## Биография
Родился в деревне Сушиха Ордынского района Новосибирской области в семье крестьянина, окончил СПТУ № 87, в котором получил профессию водителя. В 1998 призван на службу в армию, в 74-й учебный центр ГРУ (Арзамас), после чего служил радистом роты связи 67-й отдельной бригады специального назначения ГРУ, был направлен в район боевых действий на Северном Кавказе. С 14 августа по 15 октября 1999 в составе сводного отряда участвовал в операции по ликвидации незаконных вооружённых формирований в Дагестане и Чечне, участвовал в боевых выходах более 10 раз.
15 октября 1999 разведгруппа численностью 11 человек вышла на разведку в районе Сунженского хребта. Группа попала в засаду, завязался неравный бой. Ануреев, получив травму в результате контузии, сумел вызвать по рации подкрепление и скорректировать действия двух групп подкрепления. Под огнём противника вытащил в безопасное место двух прапорщиков. Сдерживая натиск противника в течение нескольких часов, постоянно поддерживал связь с Центром и лично уничтожил при этом 10 боевиков. Для обеспечения отхода разведгруппы и эвакуации раненых добровольно оставался на прикрытии и последним покинул поле боя, благодаря чему оставшиеся в живых 5 человек были спасены.
11 апреля 2000 удостоен звания Героя Российской Федерации. 28 апреля 2000 Президент РФ В. В. Путин вручил И. В. Анурееву в Кремле медаль «Золотая Звезда».